# Peter Van Eenoo
Peter Maurice Van Eenoo (Oostende, 8 februari 1973) is een Belgische wetenschapper die vooral bekend geworden is als het hoofd van de dopingdelegatie op de Olympische Zomerspelen 2012 te Londen.
Hij studeerde bio-ingenieurswetenschappen aan de universiteit van Gent tussen 1991 en 1995. Hij vervolgde zijn studie met een doctoraat in de diergeneeskunde, dat hij behaalde in 2002.  
In 2008 deed hij mee aan de reality-serie Peking Express waarin verschillende koppels al liftend een exotisch land moeten doorkruisen.
In 2015 kreeg hij het Ereteken van de Vlaamse Gemeenschap.

## Carrière
- 2009-heden: hoofddocent aan de Universiteit Gent
- 2010-heden: hoofd van de Doping Control Laboratory (opvolger van Frans Delbeke)
- 2012: hoofd van dopingteam op de Olympische Zomerspelen in Londen